# Flysch

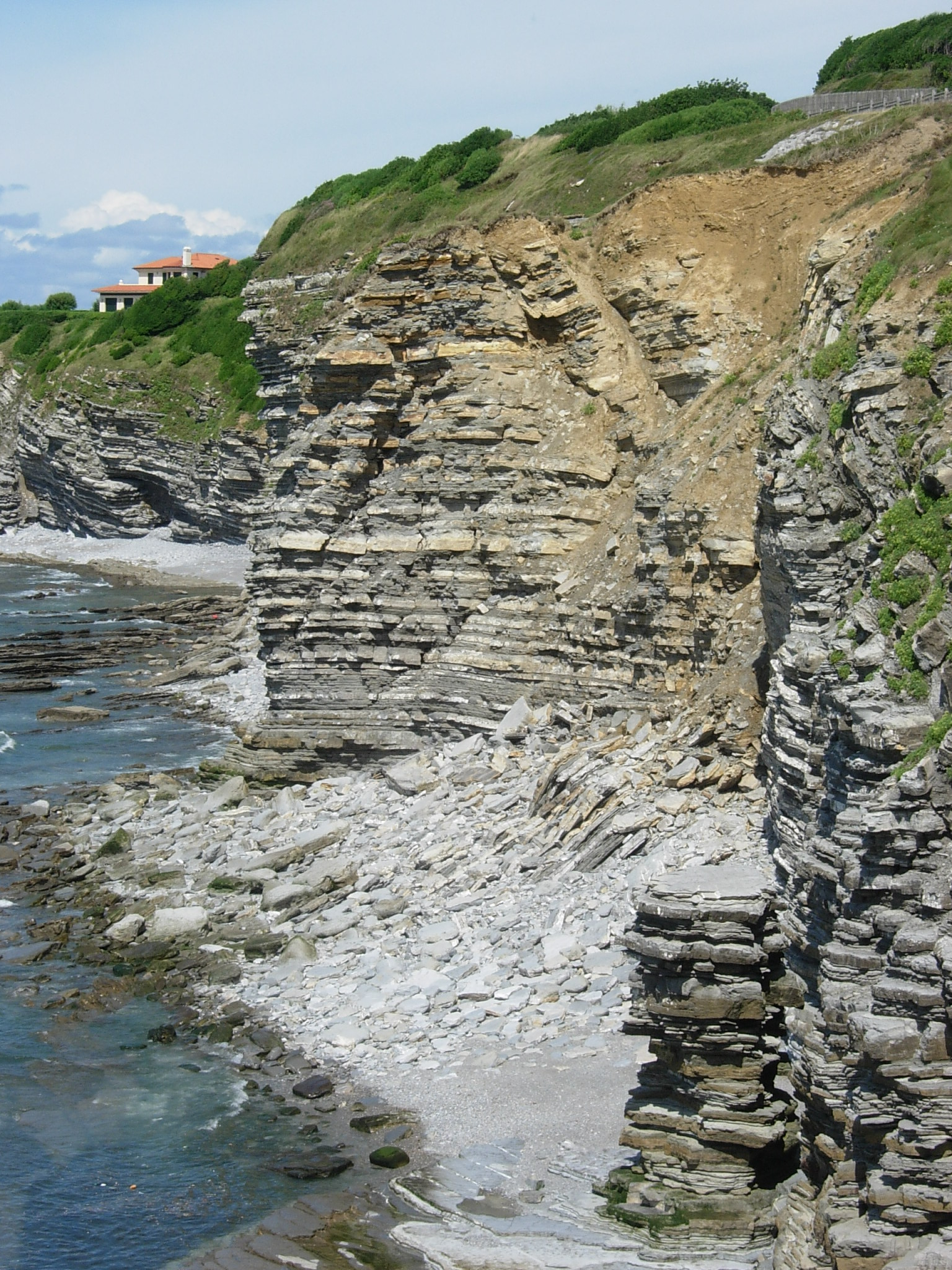
Scogliera di flysch a Saint Jean de Luz (Pirenei Atlantici)

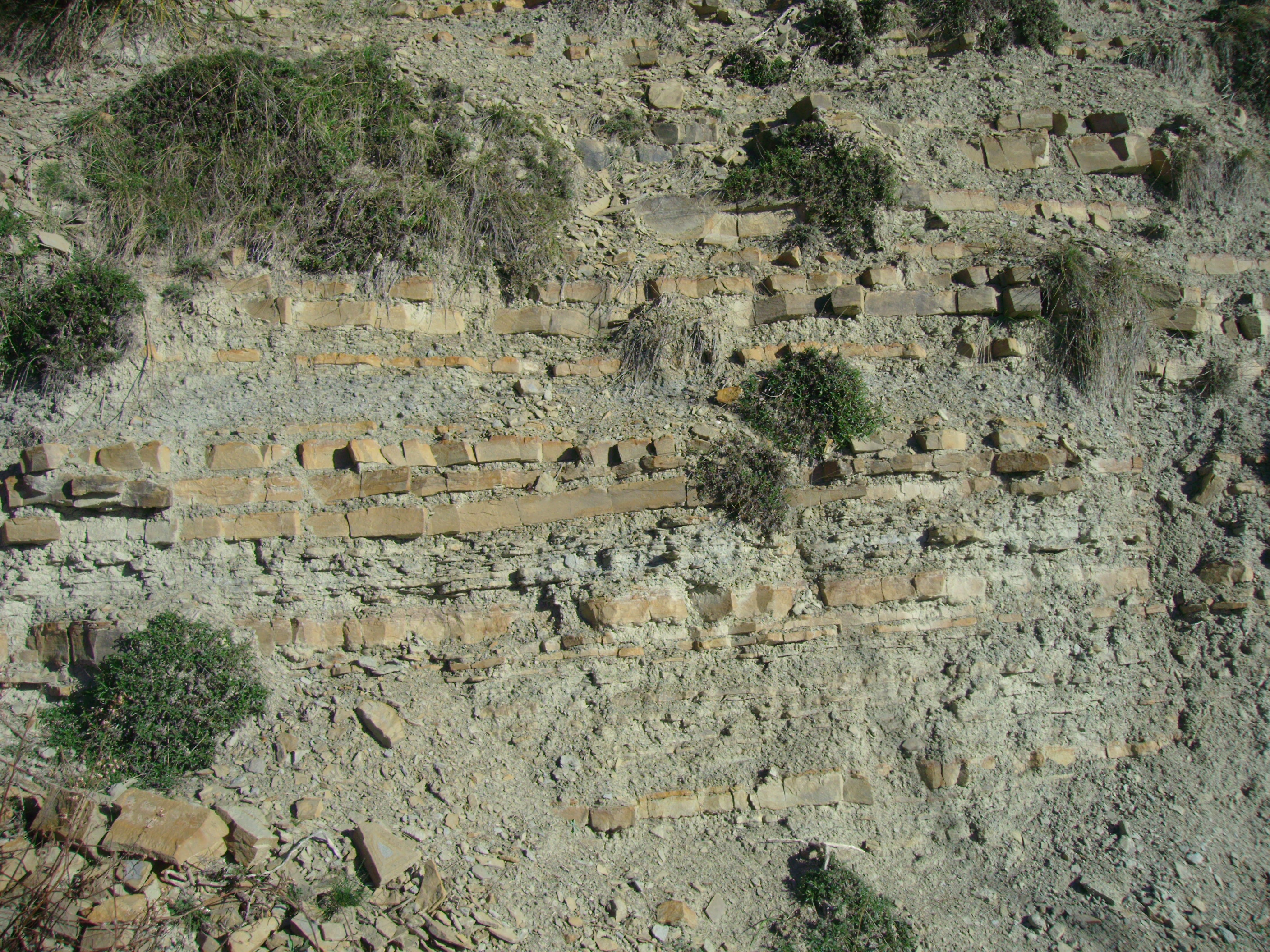
Flysch di Albidona.

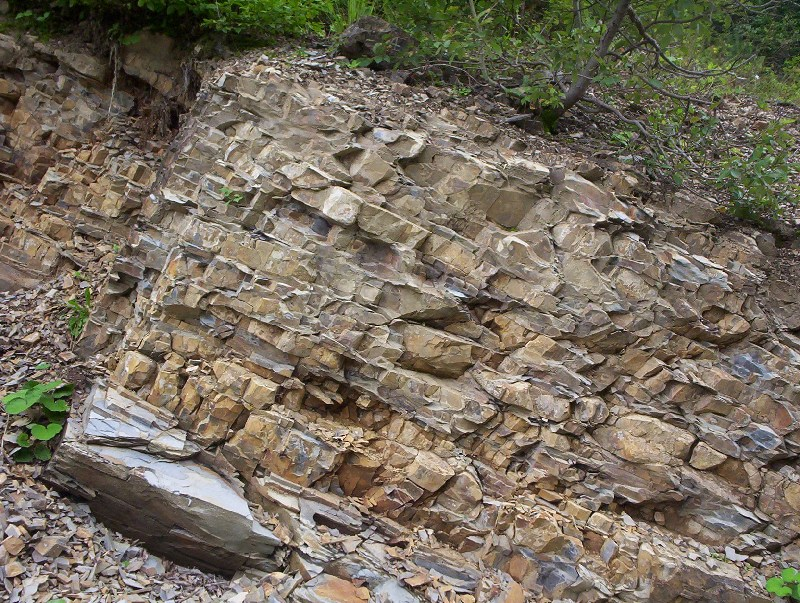
Flysch dei Carpazi.

Il flysch (voce dialettale della Svizzera tedesca che significa china scivolosa) è una successione di rocce sedimentarie clastiche, di origine sin-orogenetica costituita tipicamente da alternanze cicliche di livelli di arenaria, e di argilla o marna. Il termine è parte integrata della vecchia concezione del "ciclo della Geosinclinale", elaborato tra la fine del 1800 e gli anni 1960, che prevedeva precise tappe nella formazione delle catene montuose. In particolare, il flysch comprende i depositi sedimentari che si formano durante il processo deformativo con i sedimenti erosi dalla catena montuosa in corso di sollevamento. Nella moderna visione della tettonica a zolle, il flysch corrisponde grosso modo alle successioni denominate di avanfossa e di thrust-top. In questo senso, per evitare confusione, tale termine andrebbe abbandonato, ma è tuttora molto utilizzato dai geologi. Elemento caratteristico delle successioni di tipo flysch è di essere deposto con notevole velocità di sedimentazione. In genere un flysch si depone in ambiente marino tramite meccanismi deposizionali di tipo gravitativo: principalmente frane sottomarine e correnti di torbida".
(Richard Fortey, Terra, una storia intima, Torino: Codice edizioni, 2005, p. 125.)

## In Italia
I fossili presenti nelle torbiditi sono molto spesso risedimentati (cioè derivati da sedimenti più antichi o precedentemente depositatisi in diverso ambiente e successivamente coinvolti nei fenomeni franosi descritti). Ad esempio, fossili caratteristici dei flysch paleogenici italiani presenti sia nelle Alpi meridionali che nell'Appennino sono le Nummuliti, che non vivevano in un contesto di mare profondo ma in ambiente costiero, e sono pertanto risedimentate in aree marine più profonde ad opera di frane. Nelle facies pelagiche intercalate ai livelli torbiditici si possono però trovare fossili contemporanei alla sedimentazione del flysch, strutture di bioturbazione e tracce fossili. In Italia, nell'Appennino centro-settentrionale e nelle Alpi liguri i flysch cretacei sono caratterizzati da tracce fossili peculiari, definiti Elmintoidi.
Nell'Appennino meridionale è notevole il flysch di Faeto (o dei Monti della Daunia) lungo il margine nord-occidentale della Puglia, composto da un'alternanza di calcareniti, calcari marnosi, brecciole calcaree, marne e marne argillose, con rari noduli e lenti di selce. Unitamente ad altre formazioni più o meno analoghe esso forma il bordo orientale rialzato dell'Appennino Campano a ridosso del Tavoliere delle Puglie. Più a sud, nell'Appennino lucano, è degna di nota la successione del flysch di Albidona, una formazione che raggiunge i 2200–2300 m di spessore. Si tratta di un'alternanza di colore grigio-oliva di peliti spesso siltose e di psammiti a composizione di subgrovacche. Questa formazione affiora in vari territori dell'area di confine tra la Calabria e la Lucania, partendo dalla falda di Trebisacce sul mar Ionio e giungendo sino all'area nord-occidentale del massiccio del Pollino, nei pressi di Moliterno (alta Val d'Agri) e del Monte Centaurino.